# 列寧大街 (聖彼得堡)

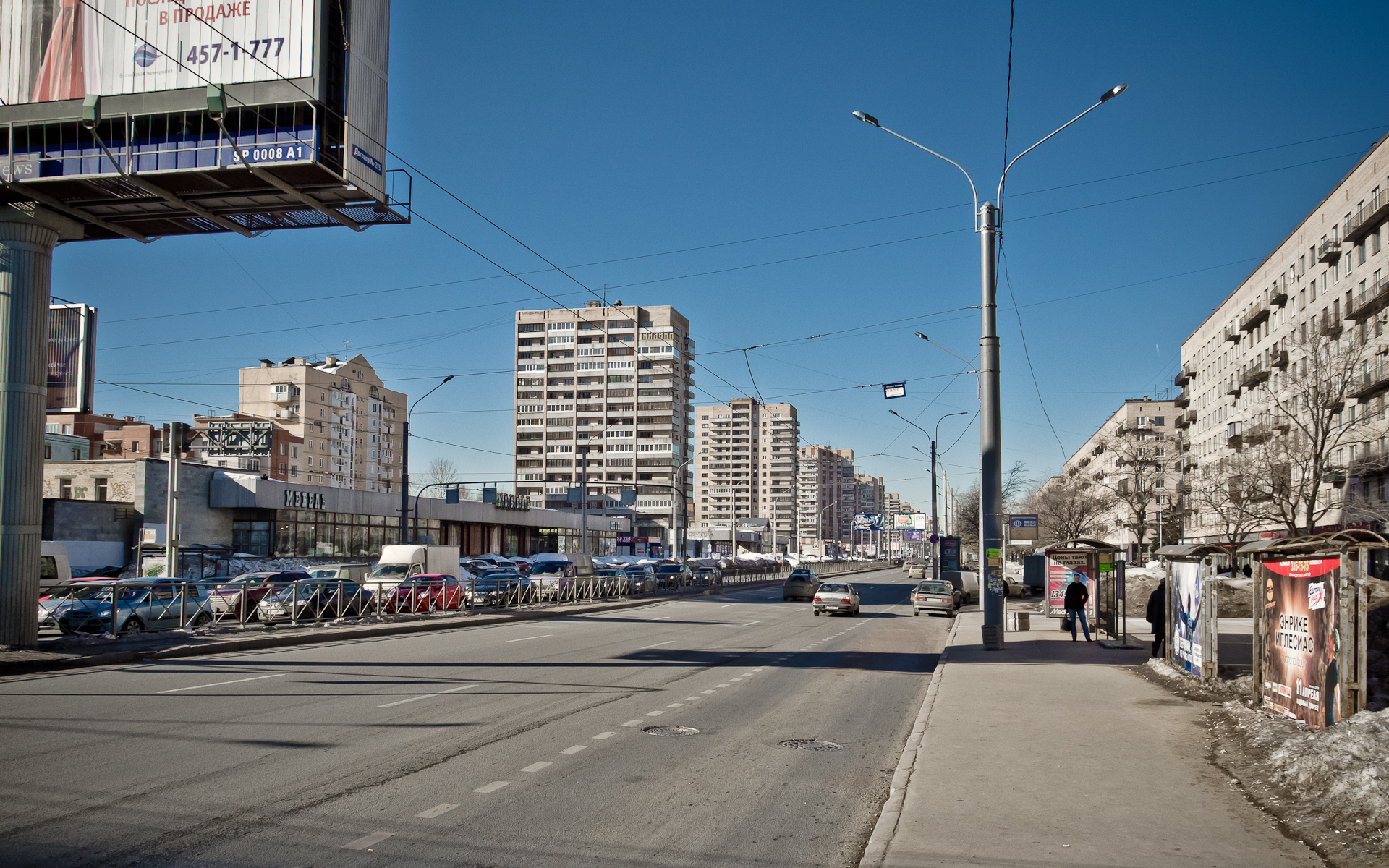
街景

列寧大街（俄语：Ле́нинский проспе́кт）是俄羅斯第二大城市聖彼得堡的一條街道，位於市區南部。呈東西走向。西起涅瓦河畔的英雄大街，東至莫斯科大街。全長8.5公里。
1977年始稱列寧大街。